# Open de la Ruhr de snooker 2014
L'Open de la Ruhr 2014 est un tournoi de snooker classé mineur, qui s'est déroulé du 19 au 23 novembre 2014 à la RWE Sporthalle à Mülheim en Allemagne. Il est sponsorisé par la Kreativ Dental Clinic. 

## Déroulement
Il s'agit de la sixième épreuve du championnat européen des joueurs, une série de tournois disputés en Europe (6 épreuves) et en Asie (3 épreuves), lors desquels les joueurs doivent accumuler des points afin de se qualifier pour la grande finale à Bangkok.
L'événement compte un total de 190 participants, dont 128 ont atteint le tableau final. Le vainqueur remporte une prime de 25 000 €.
Le tournoi est remporté par Shaun Murphy qui réussit un doublé après avoir triomphé à l'Open de Bulgarie le mois précédent. Il s'agit de son quatrième titre de la saison. Murphy a défait son compatriote Robert Milkins en finale 4 à 0 et réalise même un break maximum lors de la deuxième manche. Il devient le premier joueur de l'histoire du snooker à réaliser trois breaks maximums lors d'une même année. L'Anglais a même manqué deux grosses occasions dans ce tournoi, ratant la bille verte en quarts de finale et la bille bleue en huitièmes de finale. Murphy n'a cependant pas survolé tous ses matchs, puisqu'il était mené 3 à 0 par Judd Trump en demi-finales, avant de remonter le score.

## Dotation
La répartition des prix est la suivante :
- Vainqueur : 25 000 €
- Finaliste : 12 000 €
- Demi-finaliste : 6 000 €
- Quart de finaliste : 4 000 €
- 8èmes de finale : 2 300 €
- 16èmes de finale : 1 200 €
- Deuxième tour : 700 €
- Dotation totale : 125 000 €

## Phases finales
|  | Quarts de finale au meilleur des 7 manches | Quarts de finale au meilleur des 7 manches | Quarts de finale au meilleur des 7 manches |              |                | Demi-finales au meilleur des 7 manches | Demi-finales au meilleur des 7 manches | Demi-finales au meilleur des 7 manches |  |  | Finale au meilleur des 7 manches | Finale au meilleur des 7 manches | Finale au meilleur des 7 manches |
|  |                                            |                                            |                                            |              |                |                                        |                                        |                                        |  |  |                                  |                                  |                                  |
|  |                                            | Rod Lawler                                 | 3                                          |              |                |                                        |                                        |                                        |  |  |                                  |                                  |                                  |
|  |                                            | Robert Milkins                             | 4                                          |              |                |                                        |                                        |                                        |  |  |                                  |                                  |                                  |
|  |                                            | Robert Milkins                             | 4                                          |              | Robert Milkins | 4                                      |                                        |                                        |  |  |                                  |                                  |                                  |
|  |                                            |                                            |                                            |              | Robert Milkins | 4                                      |                                        |                                        |  |  |                                  |                                  |                                  |
|  |                                            |                                            | Stephen Maguire                            | 1            |                |                                        |                                        |                                        |  |  |                                  |                                  |                                  |
|  |                                            | Neil Robertson                             | Stephen Maguire                            | 1            | 2              |                                        |                                        |                                        |  |  |                                  |                                  |                                  |
|  |                                            | Neil Robertson                             |                                            |              | 2              |                                        |                                        |                                        |  |  |                                  |                                  |                                  |
|  |                                            | Stephen Maguire                            | 4                                          |              |                |                                        |                                        |                                        |  |  |                                  |                                  |                                  |
|  |                                            |                                            |                                            |              |                |                                        |                                        |                                        |  |  |                                  | Robert Milkins                   | 0                                |
|  |                                            |                                            |                                            | Shaun Murphy | 4              |                                        |                                        |                                        |  |  |                                  |                                  |                                  |
|  |                                            | Judd Trump                                 | 4                                          |              |                |                                        |                                        |                                        |  |  |                                  |                                  |                                  |
|  |                                            | Chris Wakelin                              | 1                                          |              |                |                                        |                                        |                                        |  |  |                                  |                                  |                                  |
|  |                                            | Chris Wakelin                              | 1                                          |              | Judd Trump     | 3                                      |                                        |                                        |  |  |                                  |                                  |                                  |
|  |                                            |                                            |                                            |              | Judd Trump     | 3                                      |                                        |                                        |  |  |                                  |                                  |                                  |
|  |                                            |                                            | Shaun Murphy                               | 4            |                |                                        |                                        |                                        |  |  |                                  |                                  |                                  |
|  |                                            | Mark Williams                              | Shaun Murphy                               | 4            | 2              |                                        |                                        |                                        |  |  |                                  |                                  |                                  |
|  |                                            | Mark Williams                              |                                            |              | 2              |                                        |                                        |                                        |  |  |                                  |                                  |                                  |
|  |                                            | Shaun Murphy                               | 4                                          |              |                |                                        |                                        |                                        |  |  |                                  |                                  |                                  |

## Finale
| Finale au meilleur des 7 manches Arbitre : Thorsten Müller |                          |                         |
| Robert Milkins Angleterre                                  | 0 - 4 ( - )              | Shaun Murphy Angleterre |
| 0 30                                                       | Centuries Meilleur break | 1 147                   |
| Shaun Murphy remporte l'Open de la Ruhr 2014               |                          |                         |